# Kaman H-2 Seasprite
Kaman H-2 Seasprite er en skibsbaseret helikopter, oprindeligt udviklet i slutningen af 1950'erne af United States Navy som en hurtig alsidig helikopter. I 1970'erne udviklede man en ASW-variant samt udvikling af muligheden for at medbringe sømålsmissiler. Dette betød at de fleste af de forskellige modeller der var udviklet i løbet af det første årti blev konverteret til SH-2 Seasprite-varianten i starten af 1970'erne. Denne helikopter var i stand til at fungere som moderenhedens forlængede arm med hensyn billedeopklaring, sensorer og våbenaflevering imod forskellige typer trusler såsom undervandsbåde og skibe. H-2-varianterne blev benyttet i US Navy fra 1960'erne frem til 2001 hvor den sidste SH-2G Super Seasprite blev udfaset.

## Design og udvikling
For at imødekomme de behov US Navy havde for en ny hurtig og alsidig helikopter der kunne flyve i al slags vejr afholdte flåden i 1956 en konkurrence. Kamans K-20 model blev valgt som vinder. Kaman fik tildelt en kontrakt på fire prototyper og tolv "samlebånds HU2K-1" i slutningen af 1957. Kaman-designet bød på fire rotorblade på hovedrotoren og tre blade på halerotoren samt en enkelt General Electric T58-8F turboskaftmotor.
I 1960 blev HU2K udvalgt som forløberen for en større antiubådshelikopterkontrakt fra Royal Canadian Navy (RCN), da den canadiske regerings finansudvalg godkendte en anskaffelse af 12 helikoptere for 14,5 millioner dollar. Kaman hævede dog pludselig prisen til 23 millioner dollar, men der gik ikke lang tid før RCN fik bekymringer for hvorvidt de annoncerede ydeevner var overdrevne i de amerikanske prognoser. Disse bekymringer betød at man ventede indtil designets søprøver før man endeligt ville godkende købet. US Navys søprøver viste da også at HU2K var betydeligt tungere end lovet, ikke havde nok motorkraft og generelt ikke var i stand til at møde RCN's krav. I slutningen af 1961 valgte RCN derfor Sikorsky Sea King i stedet.
Ved vedtagelsen af det værnsfælles betegnelsessystem for luftfartøjer i 1962 blev HU2K-1 omdøbt til UH-2A og HU2K-1U til UH-2B. UH-2 blev benyttet fra hangarskibe til search and rescue. Flystellene fortsatte med at undergå opgraderinger blandt andet med tilføjelsen af udvendige lastrum. Fra 1968 blev fik de tilbageværende UH-2 opgraderet installeret to T58 motorer.
UH-2 blev valgt som platform for det midlertidige Light Airborne Multi-Purpose System (LAMPS) i oktober 1970. LAMPS blev udviklet i slutningen af 1960'erne ud fra et behov for en helikopter skulle kunne benyttes fra andre skibe end hangarskibe og fungere som en antiubådsplatform. Systemet er benævnt LAMPS Mark I og benyttede avancerede sensorer og avionok der hjalp moderenheden til at få overblik over et langt større område end det område skibet selv kunne beherske. Den ombyggede H-2 LAMPS-variant blev designeret SH-2D. Den første operative SH-2D LAMPS helikopter fløj fra USS Belknap (CG-26) i december 1971.
Det første fuldt implementerede LAMPS I system blev SH-2F-varianten benævnt Seasprite. Den første SH-2F blev leveret til US Navy i begyndelsen af 1973. Denne variant havde opgraderede motorer, forbedrede rotorer og var i stand til at bære en større nyttelast. I 1981 bestilte US Navy 60 SH-2F. Fra 1987 blev 16 af disse helikoptere udrustet med et FLIR (infrarødt kamera, modforholdsmidler mod radar og optiske sigtemidler.
I alt blev alle H-2 helikoptere, undtagen to, ombygget til SH-2F-standarden. Den sidste bestilling af SH-2F helikoptere fandt sted i finansåret 1986. De sidste seks bestillinger af helikopteren blev ændret til SH-2G-varianten.
I 1985 begyndte man udviklingen af SH-2G, kaldet Super Seasprite. US Navy ønskede bedre antiubådskapaciteter og det blev anslået at opgraderingen af eksisterende helikopterdesigns ville vise sig at være en bedre økonomisk løsning end at designe en ny helikoptertype fra bunden. Prototypen, YSH-2G, fløj første gang den 2. april 1985. Prototypen var en modificeret SH-2F udstyret med to kraftige General Electric T700-GE-401/401C motorer. SH-2G-modellen har desuden et forstærket flystel til at understøtte de nye tungere motorer. Den er også udrustet med digital avionik.

## Historie

### USA
Efter et par års testflyvninger begyndte UH-2 at flyve operativt i slutningen af 1962. UH-2 blev primært benyttet til SAR-beredskab om bord på hangarskibe.
SH-2F blev også benyttet under Operation Earnest Will i juli 1987, Operation Praying Mantis i april 1988, og Operation Desert Storm i januar 1991 i den persiske bugt. De nye modforholdsmidler mod våben gav SH-2F en betydelig forbedret overlevelsesevne i et trusselsmiljø. SH-2F blev trukket tilbage fra aktiv tjeneste i oktober 1993, cirka på samme tid som flåden udfasede sine sidste destroyere af Knox-klassen, der ikke havde kapacitet til at benytte de nyere og større SH-60 Sea Hawk.
Hele H-2-flåden blev ombygget til SH-2F, dog beholdte man to HH-2D til brug på USNS Harkness (T-AGS-32) og USNS Chauvenet (T-AGS-29) til at servicere midlertidige landbaserede navigationssystemer som understøttede skibenes opgave til hydrografiske undersøgelser. Den ene HH-2D styrtede til søs, mens den tilbageværende HH-2D, BUNO 149031, kan er udstillet ved National Museum of Naval Aviation.

### Australien
I slutningen af 1980'erne og starten af 1990'erne besluttede Royal Australian Navy (RAN) at man havde et behov for en mindre helikopter der kunne operere fra både ANZAC-klassen samt et patruljefartøj der var ved at blive designet. Patruljefartøjet var et foreslået samarbejde med nabolandet Malaysia, men skulle være betydeligt mindre end ANZAC-klassen, således at kun en mindre helikopter ville kunne blive baseret herfra. I 1997 underskrev Australiens regering en kontrakt på 667 australske dollar (AUD) med Kaman for købet af 11 Super Seasprites, der var opgraderet fra SH-2F. I februar 1998 skrottede man tanken om det planlagte patruljefartøj da Malaysia valgte at benytte et gennemprøvet tysk design til deres patruljefartøj. I 2005 havde man erkendt op til 40 fejl og mangler ved helikopterne, blandt andet en manglende evne til at flyve i dårligt vejr eller dårlig sigtbarbed samt manglende evne til at møde de generelle australske standarder for luftfart. Helikopterne blev i lyset af deres problemer i starten begrænset til transportopgaver i godt vejr før de fik fuldstændigt flyveforbud i maj 2006. I starten af 2007 havde Kaman afleveret 10 Super Seasprites til den australske 805. eskadrille.
I februar 2007 skrev avisen The Australian at Seaspriteprojektet "næsten var sikker på at blive skrottet". På dette tidspunkt var projektet seks år forsinket og havde kostet 1,1 milliarder AUD, og yderligere 45 AUD skulle bruges på yderligere modifikationer. Hvis disse modifikationer blev godkendt ville eskadrillen ikke nå fuld operativ status før 2010. Man overvejede på dette tidspunkt at skrotte eller sælge helikopterne og erstatte dem med NHIndustries NH90 eller flere S-70 Seahawks. Den 25. maj 2007, rapporterede The Age at regeringen ville fortsætte med støtten til Seasprite. Den australske forsvarsminister bekendtgjorde, at projektets forløb ville blive nøje overvåget igennem hele processen.
I 2007 efter parlamentsvalget der resulterede i en ny Labor-regering, rapporterede The Australian den 31. januar 2008 at SH-2G(A)-programmet var i farezonen for at blive skrottet. På trods af massive budgetoverskridelser var helikopterne endnu ikke var operativt godkendte selvom den oprindelige kontrakt var blevet underskrevet i 1997. Den samme artikel noterede sig i øvrigt at Sikorsky havde lagt et tilbud på bordet med adskillige "hyldevare"-helikoptere til erstatning af det fejlslagne projekt. Den 5. marts 2008 blev projektet endegyldigt annulleret af regeringen, og man nåede til enighed med producenten, Kaman, om betingelserne for annulleringen af projektet. Den politiske opposition i Australien støttede også annulleringen af projektet. De leverede helikoptere blev returneret til Kaman.

### Egypten
I 1995 underskrev Egypten en kontrakt for 10 SH-2G helikoptere til den egyptiske flåde, der skulle udrustes med en dyppesonar, leveringen af disse startede i 1997.

### New Zealand
New Zealand købte fem SH-2G på samme tid som Australien, dog ønskede New Zealand nybyggede flysted med en anderledes avionik. SH-2G indkøbet kostede New Zealand 326 millioner newzealandske dollar (NZD), 12 millioner dollar under budget. De første helikoptere til RNZN blev leveret i midten af 2001 og den sidste i februar 2003. I tiden fra kontraktunderskrivelsen til leveringen lånte man to SH-2F (tidligere fra US Navy) til uddannelse af landets piloter.
I Royal New Zealand Navy benyttes helikopterne fra landets to fregatter af ANZAC-klassen, de to inspektionsskibe af Protector-klassen og HMNZS Canterbury (L421). Helikopterne blev oprindeligt fløjet af Royal New Zealand Air Force 3. eskadrille, men blev senere hen flyttet til 6. eskadrille.
I maj 2012, oplyste forsvarsminister Jonathan Coleman at regeringen havde givet embedsmænd i forsvarsministeriet tilladelse til at forhandle om købet af de 11 helikoptere og flysimulator der blev til overs i det annullerede australske SH-2G Super Seasprite projekt. Det anslås at de elleve helikoptere, med en nyværdi på 1,4 milliarder NZD, i 2008 vil komme til at koste New Zealand mellem 130-230 millioner NZD.

### Polen
Marynarka Wojenna Rzeczypospolitej Polskiej har i alt fire SH-2G, som fulgte med i købet på de to fregatter af Oliver Hazard Perry-klassen fra US Navy. Fregatterne er nu omdøbt til henholdsvis ORP Generał Tadeusz Kościuszko og ORP Generał Kazimierz Pułaski. I 2007 blev de modificeret til at kunne medbringe en MU90 torpedo og et 7,62 mm let maskingevær i affutage.

## Varianter
- YHU2K-1: 4 test og evalueringsprototyper. Senere omdesigneret YUH-2A i 1962.[1]
- HU2K-1: Alsidig transporthelikopter, fremdrivningen er en 1.250 HK (932 kW) General Electric T58-GE-8B turboskaftmotor. Oprindelig produktionsversion. Senere omdesigneret UH-2A i 1962. 88 bygget.[1]
- UH-2B: Alsidig transporthelikopter. 102 bygget.
- H-2 "Tomahawk": En kamphelikoptervariant baseret på UH-2A. En prototype bygget og testet for United States Army i 1963. US Army valgte designet i november 1963, men bestillingen på 220 styk blev droppet til fordel for yderligere Bell UH-1 Iroquois.[14]
- UH-2C: UH-2A og UH-2B helikoptere udstyret med to General Electric T58-GE-8B turboskaftmotorer.[1] En tidligere UH-2A blev benyttet til prototype og 40 UH-2A and UH-2B blev efterfølgende ombygget.
- NUH-2C/2D: En testvariant, blev udstyret til at kunne medbringe og affyre AIM-9 Sidewinder og AIM-7 Sparrow III luft-til-luft-missiler.[1][1]
- HH-2C: SAR-helikopter, bevæbnet med en enkelt Minigun, seks tidligere typer ombygget.[1]
- HH-2D: SAR-helikopter, ubevæbnet, 67 UH-2A og UH-2B konverteret til denne variant.[1]
- SH-2D: Helikopter til Antiubådskrigsførelse, 20 styk af tidligere varianter ombygget.[1]
- YSH-2E: To test-helikoptere bygget, udstyret med en avanceret radar og LAMPS-udstyr.[1]
- SH-2F: Antiubådshelikopter, drevet af to 1.350 HK (1.007 kW) General Electric-T58-GE-8F turboskaftmotorer. Forbedret version. Et antal SH-2D og tidligere modeller blev ombygget til denne variant.
- YSH-2G: 1 SH-2G prototype ombygget fra en SH-2F.
- SH-2G "Super Seasprite": Antiubådshelikopter, fremdrevet af to 1.723 HK (1.285 kW) General Electric T700-GE-401 turboskaftmotorer.

## Brugere
- Tidligere varianter
  -  United States Navy
    - I brug 1962-1993
- SH-2G
  -  Egyptens luftvåben
    - Eskadrille 37, 545. Taktiske helikopterwing (fra 1997)

  -  Royal New Zealand Air Force
    - Eskadrille 6 (2003-nu)

  -  Marynarka Wojenna
    - 28. lufteskadrille (fra 2002)

  -  Royal Australian Navy
    - Eskadrille 805 (2006-2008)

  -  United States Navy
    - I brug 1991-2001

## Eksterne links
- Wikimedia Commons har flere filer relateret til Kaman H-2 Seasprite
- Kaman Aerospace Seasprite page (manufacturer) Arkiveret 11. marts 2006 hos  Wayback Machine
- SH-2 Seasprite on Globalsecurity.org
- SH-2F Seasprite on Naval Officer Ray Trygstad's site
- Kaman SH-2 Seasprite on Kiwi Aircraft Images site
- Seasprite Central